# Herb gminy Sadkowice
Herb gminy Sadkowice – jeden z symboli gminy Sadkowice, autorstwa Andrzeja Zbieranowskiego, ustanowiony 26 sierpnia 1997.

## Wygląd i symbolika
Herb przedstawia na tarczy w błękitnym polu srebrną podkowę, barkiem do góry z zaćwieczonym złotym krzyżem kawalerskim, między ocelemi podkowy czerwone jabłko z dwoma zielonymi. Całość na tarczy typu hiszpańskiego. Podkowa z krzyżem została zaczerpnięta z herbu Lubicz, który był jednym z herbów używanych na terenie gminy. Jabłko nawiązuje do nazwy stolicy gminy, Sadkowic.

## Historia
Pierwsze próby ustanowienia herbu podjęto w 1995. Nawiązano wówczas współpracę z Centrum Heraldyki Polskiej Andrzeja Kulikowskiego. Pierwsza próba zakończyła się niepowodzeniem. Następną próbę podjęto w 1997. Wówczas, we współpracy z plastykiem, Andrzejem Zbieranowskim, osiągnięto konsensus co do kształtu herbu. Oprócz kombinacji Lubicza z jabłkiem rozważano też kombinację herbu Rola Sadkowskich (jabłko w miejscu róży), oraz Radwan Lubańskich (jabłko pod chorągwią). Wszystkie herby noszone były przez szlachtę mającą swe gniazda na terenie gminy.